# ایبورفیا
ایبورفیا (به مجاری: Iborfia) یک شهرداری در مجارستان است که در زالا واقع شده‌است. ایبورفیا ۲٫۵۹ کیلومتر مربع مساحت و ۱۱ نفر جمعیت دارد.